# Bremt
Bremt is een woonkern in de Vlaams-Brabantse gemeente Bierbeek.
Bremt vormt samen met het gehucht Neerheide een aaneengesloten geheel. Bremt is gelegen tussen de woonkernen van Bierbeek en Lovenjoel.

## Kerk
De afstand tot het centrum van Bierbeek bedraagt 4 km, reden waarom de bevolking in 1903 een eigen kerkgebouw wenste. In 1912 werd de kerk gebouwd als filiaalkerk van de Sint-Hilariusparochie te Bierbeek.
De aan Onze-Lieve-Vrouw Onbevlekt van Lourdes gewijde kerk, kortweg ook Bremtkapel genaamd, werd in 2018 onttrokken aan de eredienst.
De kerk diende voortaan als buurthuis en kon gehuurd worden voor culturele activiteiten en festiviteiten.
Het kerkje, gelegen aan de Lovenjoelsestraat, is een eenbeukig bakstenen gebouw in sobere neogotische stijl. Op het zadeldak bevindt zich een dakruiter. Ten behoeve van de nieuwe bestemming werd een aanbouw geplaatst.
Deelgemeenten: Bierbeek · Korbeek-Lo · Lovenjoel · Opvelp

Overige plaatsen: Bremt

Belgische gemeenten · Arrondissement Leuven · Vlaams-Brabant · Vlaanderen